# دونالد الثالث ملك إسكتلندا
دونالد الثالث (1039 - 1099)، كان ملك إسكتلندا لفترتين الأولى كانت بين عامي 1093-1094 أما الثانية فكانت بين عامي 1094-1097.

## عن حياته
ولد دونالد في سنة 1033، في عهد جده الأكبر الملك مالكولم الثاني. كان دونالد النجل الثاني لدنكان الأول الذي أصبح ملك لاسكتندا فيما بعد. توفي الملك مالكولم في سن 80 سنة عندما كان دونالد طفل صغير، بعدها أصبح والده ملك إسكتلندا. عندما كان دونالد لا يزال صبيا قتل والده عام 1040 على يد ماكبث ملك إسكتلندا آخر أحفاد مالكولم الثاني ولقد أصبح بعد ذلك ملك إسكتلندا.
بعدما قتل والده، ذهب دونالد إلى أيرلندا وبقي هناك لمده 17 عاما، خوفا من أن يقتله ماكبث.